# Nicoreni, Drochia
Nicoreni este un sat din raionul Drochia, Republica Moldova.

## Demografie

### Structura etnică
Structura etnică a satului conform recensământului populației din 2004:
| Grup etnic         | Populație | % Procentaj |
| ------------------ | --------- | ----------- |
| Moldoveni / Români | 3.380     | 98,83%      |
| Ucraineni          | 25        | 0,73%       |
| Ruși               | 7         | 0,2%        |
| Țigani             | 5         | 0,15%       |
| Găgăuzi            | 2         | 0,06%       |
| Alții              | 1         | 0,03%       |
| Total              | 3.420     | 100%        |

## Administrație și politică
Componența Consiliului local Nicoreni (13 consilieri), ales la 5 noiembrie 2023, este următoarea:
|  | Partid                                        | Consilieri | Componență | Componență | Componență | Componență | Componență | Componență |
|  | --------------------------------------------- | ---------- | ---------- | ---------- | ---------- | ---------- | ---------- | ---------- |
|  | Partidul Socialiștilor din Republica Moldova  | 6          |            |            |            |            |            |            |
|  | Partidul Nostru                               | 3          |            |            |            |            |            |            |
|  | Partidul Acțiune și Solidaritate              | 2          |            |            |            |            |            |            |
|  | Partidul Liberal                              | 1          |            |            |            |            |            |            |
|  | Partidul Dezvoltării și Consolidării Moldovei | 1          |            |            |            |            |            |            |

## Învățământ
În sat există o școală medie care poartă numele satului.
În 1891 a fost deschisă prima școală parohială în casa cetățeanului Rotaru Efim. În 1901 a fost zidită prima clădire pentru școala cu două săli de clasă în care învățau circa 50 elevi din familii înstărite.
În anul 1912 a fost zidită a doua clădire pentru școala cu două săli de clasă. În acea perioadă s-a trecut de la învățământul mixt la învățământul separat de băieți și fete. Primii învățători în școlile menționate au fost Fiodosie Zadoinii, venit din Belgorod-Dnestrovsc, Petru Gulea, A. Botezatu, Agafia Iachim.
La 1 septembrie 1940 funcționau două școli primare, repartizate în trei clădiri cu șapte săli de clase în care învățau 300 elevi. Pentru cei vârstnici au fost deschise trei clase serale cu un număr de 75 elevi, unde activau 17 profesori.
În 1944-1945 funcționau două școli: una primară cu 6 săli de clase, cu un contingent de 180 de elevi, și o școală medie incompletă cu 14 săli de clasă în care învățau 340 de elevi. În 1947 școala de 7 ani e reorganizată în școala medie, iar cea primară în medie incompletă.